# The Magic Key
The Magic Key est un single du groupe français One-T et Cool-T (de son vrai nom Christine Asamoah) sorti le 8 avril 2003. La chanson est écrite, composée et produite par Thomas Pied et Eddy Gronfier.
Le single est un sample de la chanson Má Hra (album Nová Syntéza de 1971) de Blue Effect, un groupe de rock progressif tchèque,.
La chanson a servi dans l'émission de Valérie Damidot D&Co, diffusée sur M6, ainsi qu'en mai 2017 pour la publicité pour la compagnie d’assurance Axa.
La chanson a aussi été utilisée pour un jouet McDonald's début 2005, qui était une petite radio avec ce son pré-enregistré.
Trinix en a réalisé une reprise en 2023.

## Classements
| Classement (2003)                       | Meilleure position |
| --------------------------------------- | ------------------ |
| Allemagne (Media Control AG)            | 5                  |
| Autriche (Ö3 Austria Top 40)            | 5                  |
| Belgique (Flandre Ultratop 50 Singles)  | 34                 |
| Belgique (Wallonie Ultratop 50 Singles) | 9                  |
| Danemark (Tracklisten)                  | 4                  |
| France (SNEP)                           | 9                  |
| Italie (FIMI)                           | 37                 |
| Pologne (Polish Airplay Chart)          | 5                  |
| Suisse (Schweizer Hitparade)            | 7                  |